# Rycerowy Żleb

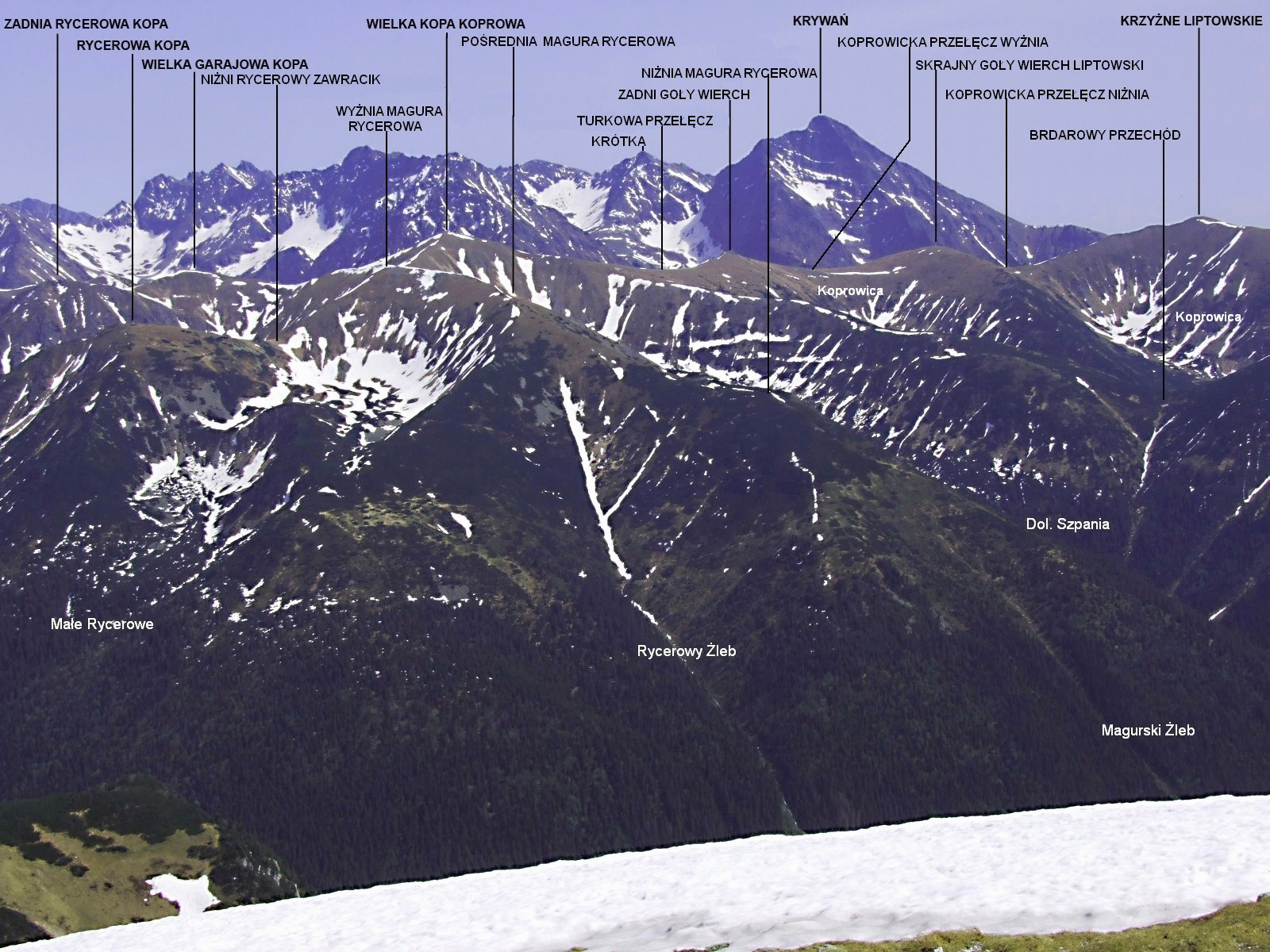
Widok z Małołączniaka

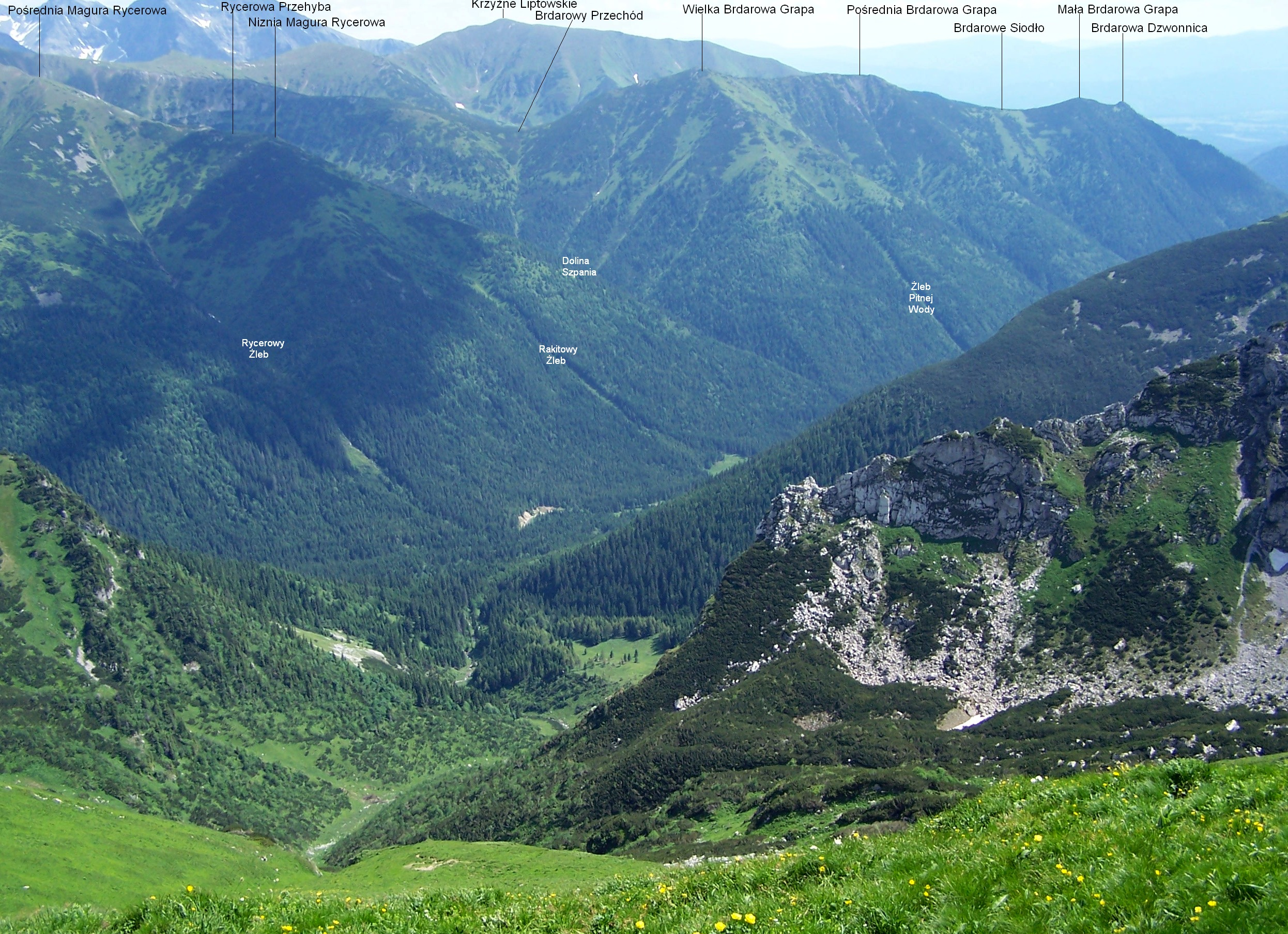
Widok z Kopy Kondrackiej na Rycerowy i Magurski Żleb

Rycerowy Żleb (słow. Licierov žľab) – wybitny żleb w Liptowskich Kopach w słowackich Tatrach. W górnej części uchodzi rozgałęzia się na kilka koryt. Rycerowy Żleb opada spod wierzchołka Pośredniej Magury Rycerowej (1933 m n.p.m.) w północno-zachodnim kierunku do Doliny Cichej, około 300 m powyżej ścieżki prowadzącej do Doliny Tomanowej Liptowskiej (ok. 1180 m n.p.m.). Dnem spływa potok Licierov jarok uchodzący do Cichej Wody. Zimą Rycerowym Żlebem spadają duże lawiny.
Na południe od Rycerowego Żlebu, na zachodnich stokach Niżniej Magury Rycerowej (1800 m.) istnieje drugi, znacznie krótszy żleb, według mapy Tatry Wysokich słowackich i polskich nazywany Magurskim Żlebem (Magurský žľab), przez Władysława Cywińskiego Rakitowym Żlebem (Rakytový žľab). Istnieje tutaj pewne zamieszanie w nazewnictwie. Według Wielkiej encyklopedii tatrzańskiej Rycerowy i Magurski Żleb to synonimy.
Liptowskie Kopy są niedostępne turystycznie, od 1949 stanowią obszar ochrony ścisłej. Rycerowy Żleb jest dobrze widoczny od polskiej strony, z czerwonego szlaku biegnącego główną granią Tatr od Ciemniaka  na Kasprowy Wierch.